# سمیر بوقره
سمیر بوقره (عربی: سمير بوقرة؛ زادهٔ ۱۸ ژوئیهٔ ۱۹۸۲) کشتی‌گیر اهل الجزایر است.
وی در مسابقات کشوری و بین‌المللی در مجموع برندهٔ ۱ مدال نقره شده‌است.